# Книга Судного дня (роман)
«Книга судного дня» (англ. Doomsday Book) — науково-фантастичний роман американської письменниці-фантаста Конні Вілліс. Роман виграв премію Г'юго в 1993 і премію «Неб'юла» в 1992, а також декілька інших премій і номінацій. Назва роману є відсилкою до Книги Страшного суду - перепису населення в Англії XI століття.
В романі розповідається про Окфордську студентку Ківрін, яка переноситься в часі в 1348 рік. В Англії в цей час поширюється чума, і Ківрін повинна якимось чином вижити серед ворожого середовища. Паралельно в 2054 році, звідки вона прибула, починається спалах невідомої хвороби, яка і закриває можливість Ківрін повернутись додому.
Цей роман є першим з серії романів про подорожі в часі Оксфордських істориків до якої ще входять романи «Не кажучи про пса» (1998) і «Світломаскування» / «Відбій тривоги» (2010).

## Анотація
Що буде, якщо людина опиниться не в тому місці і не в той час? Швидше за все, що нічого доброго. Принаймні, так трапилося із головною героїнею роману Ківрін — студенткою Оксфорду, котра із 2054 року потрапила в середньовічну Англію 1348 року, у самий розпал епідемії чуми. Їй зостається покластися лише на себе та на людяність інших.

## Сюжет
За жанром це трилер (що таки сягає градусу античної трагедії), перетканий детективною фабулою. Злочинець-убивця, котрого шукають, — джерело епідемії, що накрила університетський Оксфорд. Радикальна «громадськість» переконана, що вірус занесено через машину часу в перебігу скиду до Середньовіччя часів «Чорної смерті» головної героїні роману Ківрін — студентки Оксфорду, котра із 2054 року потрапила в середньовічну Англію 1348 року. В епіцентрі розслідування — професор Джеймс Данворті, ерудит середньовічної символіки, реактивний аналітик — такий собі ранній варіант Роберта Ленґдона в пізніших романах Дена Брауна. Зрештою, причини масової недуги виявляються зовсім не фантастичними.

## Нагороди
1993 рік — премія «Г'юго», 1993 рік — премія «Неб'юла», 1993 рік — премія «Локус».

## Переклади українською
Книга Судного дня: роман / Конні Вілліс. — Тернопіль: Навчальна книга — Богдан, 2015. — 576 с. ISBN 978-966-10-2037-4